# Historia del bikini (álbum)
Historia del bikini es el séptimo álbum de estudio de la banda de rock Hombres G, grabado entre febrero y abril de 1992 en los estudios Lanave y Trak de Madrid. El disco fue producido por Colin Farley y se publicó el 19 de mayo de 1992.
Entre las colaboraciones, destaca la de Pete Thomas, batería de Elvis Costello and The Attractions y Squeeze. La portada es una foto de la colección Kobal fechada en 1948, las fotos interiores fueron extraídas del libro El bikini, de Pedro Silmon. Javi Molina aporta la voz en "El blues del camarero". Daniel Mezquita firma junto a David las canciones "Un minuto nada más" y "Tormenta Contigo". Fueron publicados los sencillos "Un minuto nada más", "El orgullo de mamá" y "Tormenta Contigo", además de un maxisencillo de "El orgullo de mamá" (versión discotecas).
El álbum marcó la separación del grupo en su primera etapa. En España se llegaron a vender casi 100.000 copias, lo que en comparación con sus antecesores fue un descenso en ventas.

## Lista de canciones
1. "Un minuto nada más" - 4:23
2. "Esto es el mar" - 5:20
3. "Encima de ti" - 3:45
4. "El orgullo de mamá" - 5:13
5. "Tormenta contigo" - 5:44
6. "El otro lado" - 4:40
7. "Ella es una mujer" - 3:13
8. "Los dos hemos caído" - 5:56
9. "Si tú quieres" - 5:00
10. "Blues del camarero" (voz de Javi Molina) - 5:40
11. "Te echo de menos" - 3:55

Notas:
- Letras: David Summers.
- Música (Canción 1 y 5): Summers/Mezquita.
- Música (Resto de canciones): Summers.

## Créditos
- David Summers – voz, bajo
- Rafa Gutiérrez – guitarra
- Daniel Mezquita – guitarra
- Javier Molina – batería